# Un homme du peuple sous la Révolution
Un homme du peuple sous la Révolution est un récit historique écrit par Roger Vailland, publié en feuilleton dès 1937, puis en volume en juillet 1947.
L'œuvre est rédigée par Vailland en collaboration avec son ami et rédacteur en chef Raymond Manevy en 1936 dans l'euphorie de la victoire du Front populaire qu'il voit comme un espoir.

## Historique

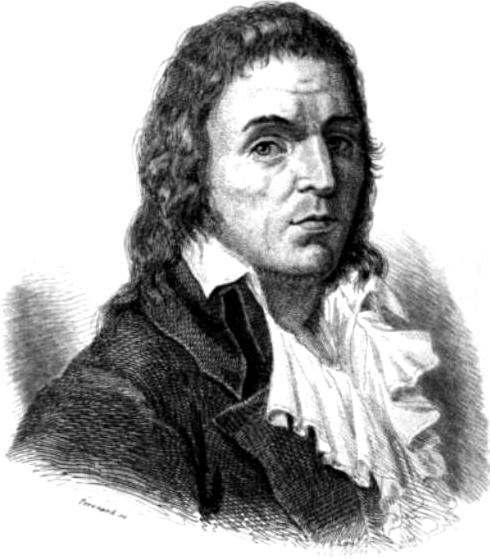
Babeuf

Avec le Front populaire, Roger Vailland se sent enfin en phase avec les événements et la marche de l'Histoire. C'est la première fois qu'il ressent cet élan qui le portera vers la Résistance puis son adhésion au communisme.
Il admire la Révolution française, surtout la république de l'an 93 avec les figures de Robespierre, de Marat dont il donnera le nom à son héros de Drôle de jeu et Jean-Baptiste Drouet qui est réellement un homme du peuple et dont le portrait orne cette page. Cet homme que rien ne destinait à entrer dans l'Histoire, qui sans les événements auxquels il a été mêlé, serait resté toute sa vie dans son petit coin de France, a été propulsé dans les tourbillons de l'époque. Finalement, il a eu une vie très mouvementée et très romanesque, pleine d'aventures, une vie propre à séduire un écrivain.

## Résumé

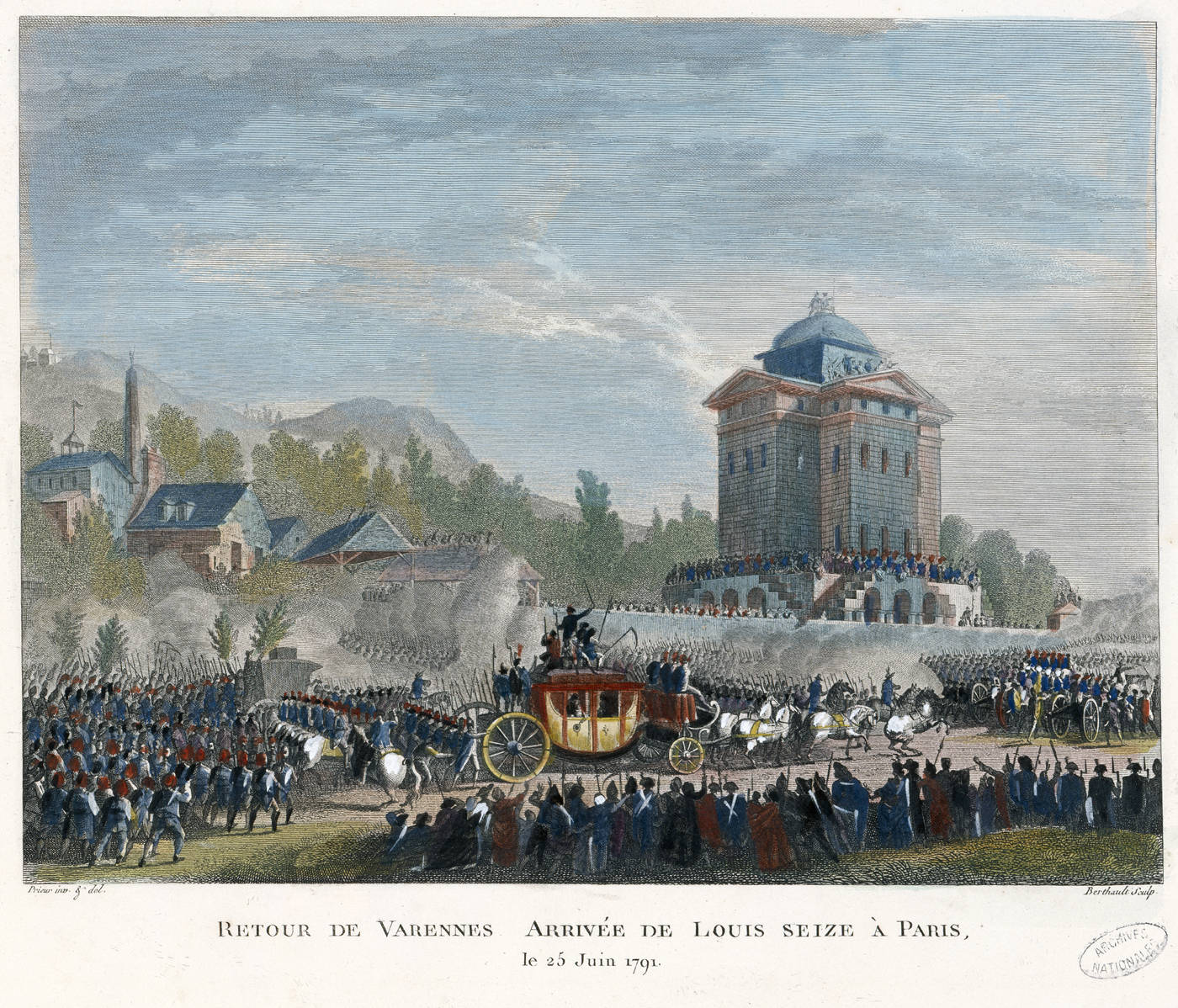
Retour de Varennes : Arrivée de Louis XVI à Paris

Un homme du peuple sous la Révolution se présente effectivement comme un récit historique qui retrace le parcours de Jean-Baptiste Drouet, le « héros » de l'arrestation du roi Louis XVI à Varennes. C'est un homme simple, dragon puis maître des postes à Sainte-Menehould, petite capitale de l'Argonne près de la frontière, un homme qui jusqu'alors n'a pas pris toute la mesure d'une révolution qu'il vit de loin. 
Mais, en permettant l'arrestation du roi et de sa famille le 21 juin 1791 à Varennes, il va entrer dans l'Histoire par la grande porte. Profitant de sa popularité, il devient député, découvre Paris et est rapidement considéré comme un des chefs des Jacobins, ce qui lui vaut d'être nommé commissaire à l'armée du Nord.
Sa vie va une nouvelle fois basculer quand il est fait prisonnier par les Autrichiens en 1793 et passe deux années emprisonné dans le Spielberg, dans des conditions difficiles infligées au responsable de la déchéance de la famille royale. Relâché par échanges de prisonniers en 1795, il est nommé membre du conseil des Cinq-Cents. Mais décidément, sa vie est un feuilleton à rebondissements puisqu'il est compromis dans le complot fomenté par Gracchus Babœuf, il s'enfuit pour éviter la guillotine. 
Sous le Premier Empire, il retourne chez lui où il est nommé sous-préfet de Sainte-Ménéhould. Cependant, après Waterloo, il devra à nouveau fuir la vindicte des Bourbons. À la faveur d'une amnistie, il réussira à rentrer en France et s'installera à Mâcon sous un nom d'emprunt où il finira ses jours.

## Édition
- Un homme du peuple sous la Révolution, (coécrit avec Raymond Manevy), paraît d'abord en feuilleton en 1938 dans le journal de la CGT Le Peuple[2] puis est publié aux Éditions Corrêa en 1947 et réédité aux Éditions Gallimard en 1979.